# Ведерников, Валентин Вадимович
Валентин Вадимович Ведерников (8 июля 1933, город Казань, теперь Татарстан, Российская Федерация — 11 мая 1998, город Харьков) — украинский советский деятель, председатель исполнительного комитета Харьковского городского совета народных депутатов. Депутат Верховного Совета УССР 10-го созыва.

## Биография
Образование высшее. Член КПСС.
В 1956-1960 годах — секретарь комитета ЛКСМУ Харьковского велосипедного завода; 1-й секретарь Коминтерновского районного комитета ЛКСМУ города Харькова.
В 1960-1963 годах — начальник гальванического цеха Харьковского велосипедного завода.
В 1963-1966 годах — заместитель директора 4-го Харьковского авторемонтного завода.
В 1966-1967 годах — директор троллейбусного депо № 2 Харьковского трамвайно-троллейбусного управления.
В 1967-1973 годах — начальник Харьковского трамвайно-троллейбусного управления.
В 1973 — марте 1980 года — начальник управления коммунального хозяйства исполнительного комитета Харьковского областного совета народных депутатов.
В марте 1980 — январе 1984 года — председатель исполнительного комитета Харьковского городского совета народных депутатов.
В январе 1984-1987 годах — начальник Харьковского областного управления по заготовке и поставке топлива населению, коммунально-бытовым предприятиям и организациям («Облтопливо»), нормировщик управление «Облтопливо» исполнительного комитета Харьковского областного совета народных депутатов.
В 1987 году решением бюро Харьковского обкома КПУ (с формулировкой «за грубые нарушения партийной и государственной дисциплины, безответственность и авантюризм, разбазаривание фондовых стройматериалов») Ведерников был исключен из членов КПСС.
В 1987-1990 годах — заместитель главного инженера треста «Харьковгазкоммунстрой» Харьковской области.
В 1990-1998 годах — генеральный директор производственного объединения «Харьковский велосипедный завод имени Петровского».

## Награды
Валентин Вадимович был удостоен следующих наград, премий, грамот и дипломов:
- два Ордена Трудового Красного Знамени;
- Орден «Знак Почёта»;
- Юбилейная медаль «За доблестный труд. В ознаменование 100-летия со дня рождения Владимира Ильича Ленина»;
- Премия Совета Министров СССР;
- Государственная премия Украинской ССР в области науки и техники;
- Почётная грамота Президиума Верховного Совета УССР (Указ Президиума Верховного Совета Украинской ССР № 16081 от 7 июня 1983) — за многолетнюю активную работу в советских и хозяйственных органах[2];